# Плевако, Фёдор Никифорович
Фёдор Ники́форович Плевако́ (фамилия при рождении — Николаев; 13 [25] апреля 1842, Троицк, Оренбургская губерния — 23 декабря 1908  [5 января 1909], Москва) — российский адвокат, выдающийся судебный оратор, действительный статский советник (1907), ктитор московского Успенского собора.

## Биография
Родился 13 (25) апреля 1842 года в городе Троицке Оренбургской губернии.
По одним данным, был сыном калмычки и поляка, сосланного в Оренбургскую губернию за участие в Польском восстании (1830). По другим данным, сыном польского дворянина и казашки. Большая же часть биографов Плевако считает, что «его мать была из киргизского (казахского) племени». Московский историк Василий Смолярчук в книге «Адвокат Плевако» называет её «крепостной киргизкой (казашкой)», вслед за ним это повторяют А. Н. Троицкий и местный автор Л. Темник[прояснить]. Они используют указанный этноним без кавычек, хотя известно, что так тогда называли казахов, которые кочевали по соседству с городом. Правда, другие исследователи, называя юную казашку крепостной, имели в виду, что в Троицке она жила вместе с дворней — крепостными слугами приютившей её семьи. Сама же девочка явно была родом из богатой и знатной семьи.

Вот что вспоминала мать Плевако на склоне лет: 
«Жили мы в степи, недалеко от Троицка, в войлочной кибитке. Жили очень богато, кибитка была в коврах, я спала, как и старшие, под меховыми одеялами и на меховых подстилках. На стенах висели сабли, ружья и богатые одежды, и на себе я помню наряды и монеты»

(Смолярчук, В. И. — С. 12). 
Отец — надворный советник Василий Иванович Плевак, мать — Екатерина Степанова. Родители, отчасти из сословных и светских соображений, не состояли в официальном церковном браке, поэтому двое их детей — Фёдор и Дормидонт — считались незаконнорождёнными. Всего в семье было четверо детей, но двое умерли младенцами. Отчество Никифорович взято по имени Никифора — крёстного отца его старшего брата, и также в метрике была указана его фамилия — Николаев. В университет Фёдор поступал с отцовской фамилией «Плевак», а по окончании университета добавил к ней букву «о», причём называл себя с ударением на этой букве: «Плевако́».
По альтернативной биографии, описанной, например, в новелле Валентина Пикуля «Не от крапивного семени», отцом Ф. Н. Плевако был сосланный польский революционер. Правнучка адвоката Марина Савченко этой версии не подтверждала.
В Москву семья Плевако переселилась летом 1851 года после выхода отца в отставку. Осенью братьев отдали в Коммерческое училище на Остоженке. Братья учились хорошо, особенно Фёдор, прославившийся математическими способностями. К концу первого года учёбы имена братьев были занесены на «золотую доску» училища, их отметил инспектировавший учреждение принц Ольденбургский. А ещё через полгода Фёдора и Дормидонта исключили как незаконнорождённых, несмотря на то, что плату за учёбу вносили аккуратно. «Нас объявляли недостойными той самой школы, которая хвалила нас за успехи и выставляла напоказ исключительную способность одного из нас в математике. Прости их Боже! Вот уж и впрямь не ведали, что творили эти узколобые лбы, совершая человеческое жертвоприношение»,— с горечью вспоминал об этом Фёдор Никифорович.
Осенью 1853 года благодаря долгим отцовским хлопотам Фёдор и Дормидонт были приняты в 1-ю Московскую гимназию на Пречистенке — сразу в 3-й класс. В этот же год в гимназию поступил и Пётр Кропоткин и тоже в 3-й класс. Ещё во время учёбы братьев в гимназии их отец скончался. «Не мне судить моего отца, который душу положил, заботясь о нас, но многое я не пойму. Он был холост. С нами достаточно ласков. Умирая, оставил распоряжения в нашу пользу, давшие нам возможность учиться и встать на ноги. Несмотря на это, он не женился на моей матери и оставил нас на положении изгоев», — недоумевал уже в зрелые годы Плевако.

### Адвокатская деятельность

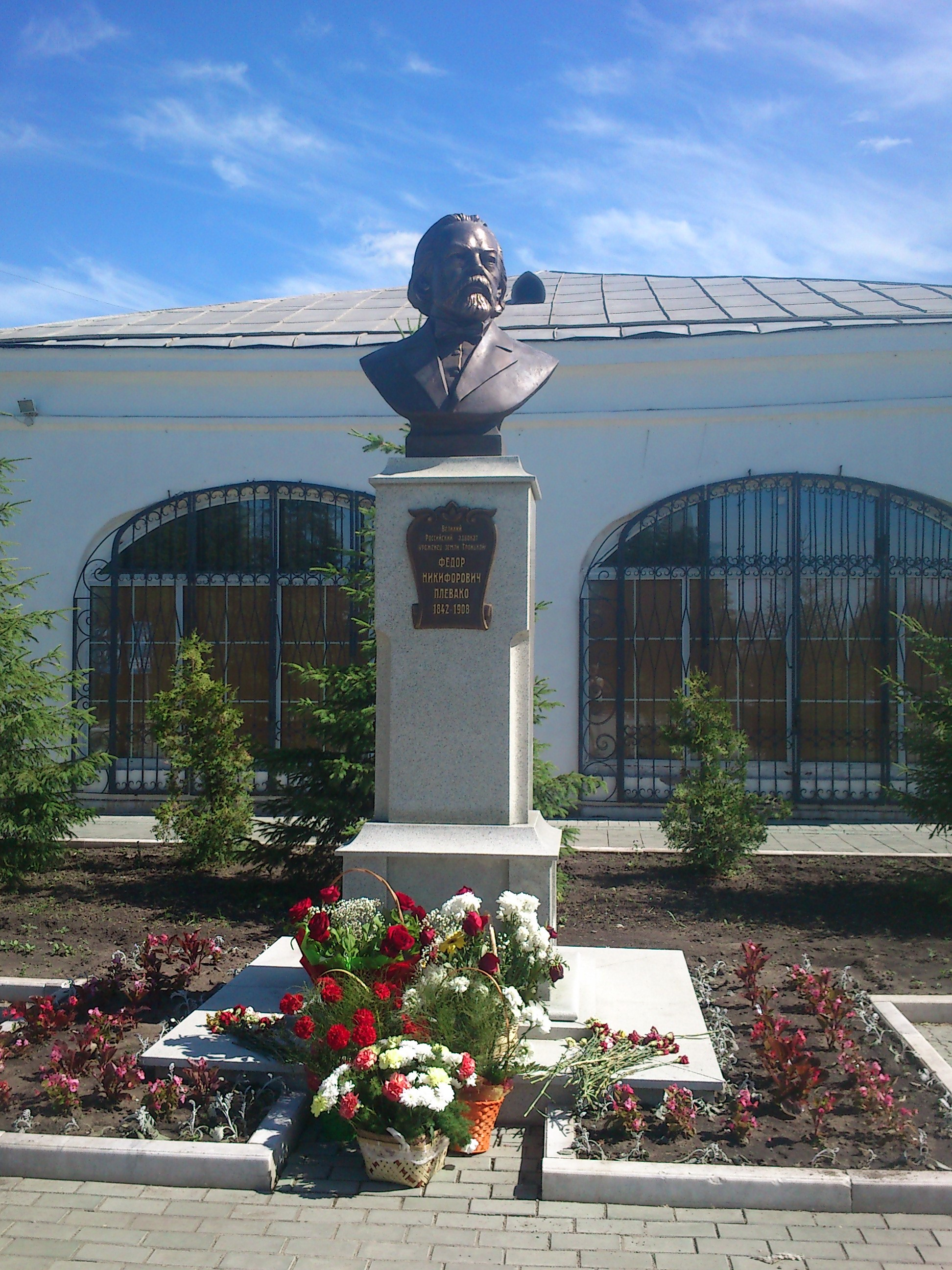
Памятник Ф. Плевако в Троицке

Фёдор окончил юридический факультет Императорского Московского университета в 1864 г. Как раз в это время были приняты новые Судебные уставы, сделавшие правосудие гласным. В уголовный процесс было введено судебное следствие, появился суд присяжных. А состязательность суда потребовала адвокатов.
Плевако поначалу состоял в Москве кандидатом на судебные должности. В службу вступил 17 марта 1866 года.
В 1870 году Плевако поступил в сословие присяжных поверенных округа московской судебной палаты, что улучшило его материальное положение. Он приобрёл в собственность дом по адресу: Большой Афанасьевский переулок, 35 (дом снесён в 1993 году). Вскоре он стал известен как один из лучших адвокатов Москвы, часто не только помогавший бедным бесплатно, но порой и оплачивавший непредвиденные расходы своих нищих клиентов.
В молодые годы Плевако занимался научными работами: в 1874 году он перевёл с немецкого на русский язык и издал курс римского гражданского права Г. Ф. Пухты. По своим политическим воззрениям он принадлежал к «Союзу 17 октября».
Адвокатская деятельность Плевако прошла в Москве, которая наложила на него свой отпечаток. Религиозное настроение московского населения, богатое событиями прошлое Москвы и её обычаи находили отклик в судебных речах Плевако. Они изобилуют текстами Священного Писания и ссылками на учение святых отцов. Считается, что не было в России оратора более своеобразного. Уже первые судебные речи Плевако сразу обнаружили огромный ораторский талант. В процессе полковника Кострубо-Корицкого, слушавшемся в рязанском окружном суде (1871), противником Плевако выступил присяжный поверенный князь А. И. Урусов, страстная речь которого взволновала слушателей. Плевако предстояло изгладить неблагоприятное для подсудимого впечатление. Резким нападкам он противопоставил обоснованные возражения, спокойствие тона и строгий анализ улик. Во всём блеске и самобытной силе сказалось ораторское дарование Плевако в деле игуменьи Митрофании, обвинявшейся в московском окружном суде (1874) в подлогах, мошенничестве и присвоении чужого имущества. В этом процессе Плевако выступил гражданским истцом, обличая лицемерие, честолюбие, преступные наклонности под монашеской рясой. Обращает на себя также внимание речь Плевако по слушавшемуся в том же суде в 1880 году делу 19-летней девушки, Качки, обвинявшейся в убийстве студента Байрошевского, с которым она находилась в любовной связи.
Некоторые из его выступлений обросли легендами. Так, в ходе защиты проворовавшегося священника, отрешённого за это от сана, Плевако промолчал всё судебное следствие и не задал ни одного вопроса свидетелям, заключил со своим приятелем пари о том, что его защитительная речь будет длиться ровно одну минуту, после чего священника оправдают. Когда наступило его время, он обратился к присяжным и сказал: «Господа присяжные заседатели, подзащитный мой больше двадцати лет отпускал вам ваши грехи. Отпустите их и вы ему разок, люди русские». Согласно легенде, священник был оправдан.
В деле о старушке, укравшей чайник, прокурор, желая заранее парализовать эффект защитительной речи Плевако, сам высказал все возможное в пользу обвиняемой (она бедная, кража пустяковая, жалко старушку), но подчеркнул, что собственность священна, нельзя посягать на неё, ибо ею держится все благоустройство страны, «и если позволить людям не считаться с ней, страна погибнет». Поднялся Плевако: «Много бед, много испытаний пришлось претерпеть России за её больше чем тысячелетнее существование. Печенеги терзали её, половцы, татары, поляки. Двунадесять языков обрушились на неё, взяли Москву. Все вытерпела, все преодолела Россия, только крепла и росла от испытаний. Но теперь, теперь… Старушка украла жестяной чайник ценою в 30 копеек. Этого Россия уж, конечно, не выдержит, от этого она погибнет». Согласно легенде, старушку оправдали. Впрочем, в первоисточнике об оправдании ничего не сказано.
Нередко выступал в делах о фабричных беспорядках и в речах своих в защиту рабочих, обвинявшихся в сопротивлении властям, в буйстве и истреблении фабричного имущества, будил чувство сострадания к несчастным людям, «обессиленным физическим трудом, с обмершими от бездействия духовными силами, в противоположность нам, баловням судьбы, воспитываемым с пелёнок в понятии добра и в полном достатке». В своих судебных речах он избегал эксцессов, полемизировал с тактом, требуя и от противников «равноправия в борьбе и битве на равном оружии». Будучи оратором-импровизатором, полагаясь на силу вдохновения, Плевако произносил наряду с великолепными речами и относительно слабые. Иногда в одном и том же процессе одна речь его была сильна, другая — слаба (например, по делу Меранвиля).
В числе более двухсот успешных дел Плевако — защита Саввы Мамонтова, которому в 1900 году предъявили обвинение в неуплате по кредитам, взятым на строительство железной дороги от Вологды до Архангельска. Подряд на строительство Мамонтов получил от государства, однако стройка продвигалась медленно из-за недостаточной помощи правительства. Мамонтов потратил все выделенные средства и часть своих, но их всё равно не хватало. Адвокат построил защиту на созидательных мотивах Мамонтова и том, что выделенные средства до копейки пошли на строительство. Савву Мамонтова выпустили на свободу непосредственно в зале судебных заседаний.

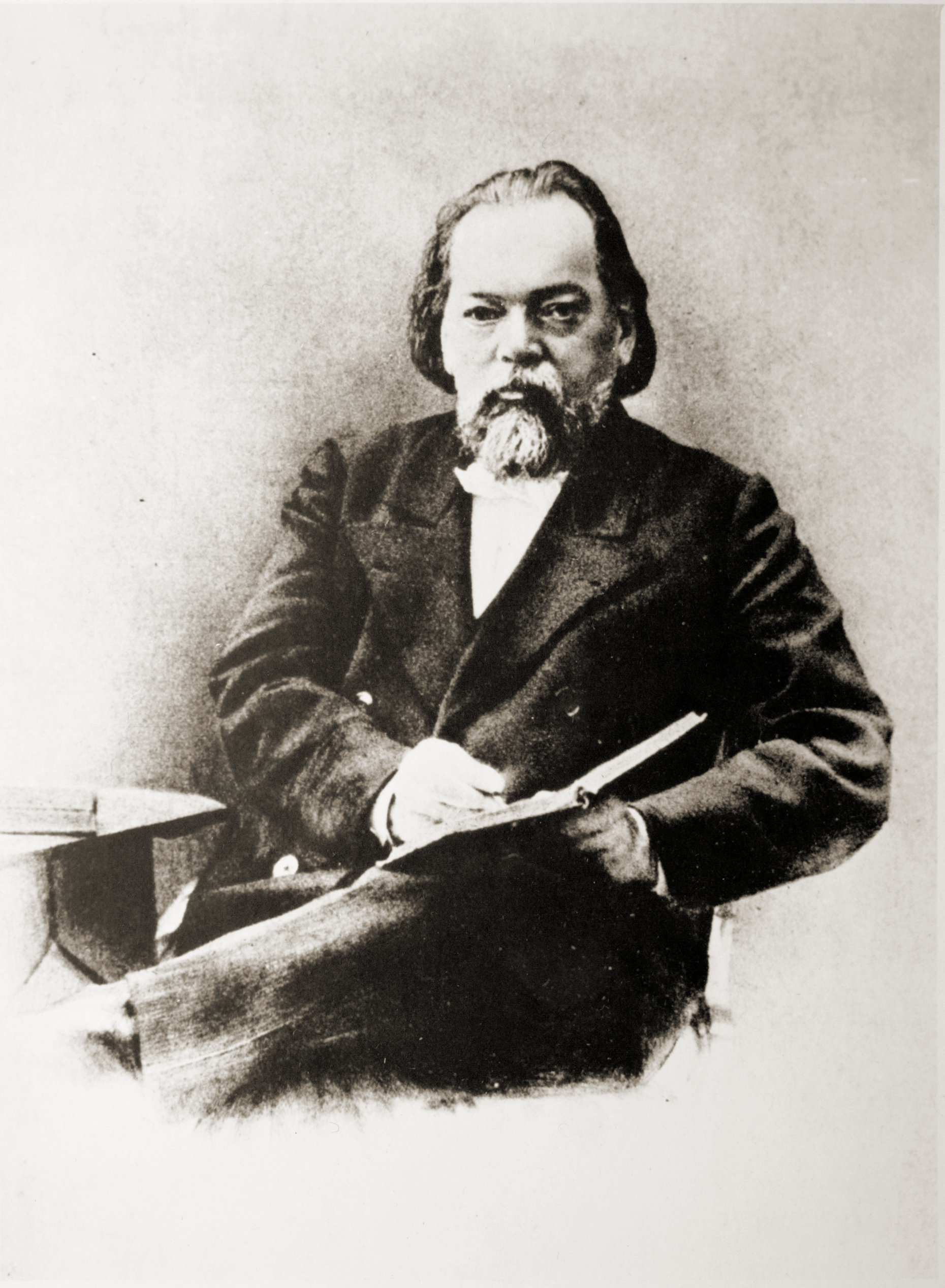
Ф. Н. Плевако

Участвовал в крупных политических и уголовных процессах, среди них:
- Охотнорядский процесс (май 1878)
- Дело люторических крестьян (декабрь 1880)
- Дело о стачке рабочих фабрики Товарищества С. Морозова (1886)
- Дело рабочих фабрики Коншинской мануфактуры (1897)
- Дело 73-х рабочих Екатеринослава (январь 1900)
- Дело рабочих Барановской мануфактуры (май 1904)
- Дело Мещерского (ноябрь 1904)
- Дело севских крестьян (1905)
- Дело Грузинского
- Дело Лукашевича
- Дело Максимченко
- Дело Замятниных
- Дело Бартенева

Плевако состоял почётным членом попечительского совета Комиссаровского технического училища в Москве.
Умер в Москве от разрыва сердца 23 декабря 1908 (5 января 1909) года, на 67-м году жизни. Был похоронен при громадном стечении народа всех слоёв и состояний на кладбище Скорбященского монастыря.

Могила на Ваганьковском кладбище

В 1929 году монастырское кладбище решено было закрыть, а на его месте организовать детскую площадку. Останки Плевако по решению родственников были перезахоронены на Ваганьковском кладбище (уч. 5). На могиле был поставлен дубовый крест — до 2003 года, когда на пожертвования известных российских адвокатов был создан оригинальный барельеф с изображением Плевако.
Кредо:
«Без адвокатуры обойтись можно, без правды — нет!». Ф. Н. Плевако
- Помощником адвоката после 1894 года служил известный певец Леонид Собинов. Он иногда давал домашние концерты, на одном из которых его услышала Мария Ермолова. «Бог мой, — сказала она, — вам место не здесь, а в Большом театре!». Так началась сценическая карьера Собинова. Правда, семейство Плевако считало, что на домашних концертах на Новинском бульваре знаменитый тенор пел лучше[11].

## Семья
Первая жена Плевако была народной учительницей из Тверской губернии. Брак оказался неудачным, и Фёдор Никифорович оставил жену с малолетним сыном.
Со второй женой Марией Демидовой прожил почти 30 лет, до конца своих дней. Знакомство их состоялось, когда Демидова приехала в Москву за адвокатскими услугами — добиться развода с первым мужем, вязниковским купцом Василием Васильевичем Демидовым (1848—1900), от которого у неё было пятеро детей. Фёдор Никифорович влюбился в неё с первого взгляда, и в этом браке у пары родилось ещё трое общих детей. Первый муж так и не дал ей развод и до его смерти Плевако и Демидова сожительствовали.
У Плевако было два сына, которых звали одинаково — Сергей. Позже оба стали адвокатами и практиковали в Москве, из-за чего нередко возникала путаница. Сергей Фёдорович Плевако-старший (1877 — 30 января 1943) умер в Подмосковье от сердечного приступа. Фамилию Плевако носила только дочь Сергея Фёдоровича-младшего, Ирина Сергеевна, историк.
Правнучка адвоката Марина Савченко написала воспоминания «Осколки времени. Из истории одной семьи».

## Дома
Фёдор Никифорович и Мария Андреевна жили в собственном доме на Новинском бульваре, им также принадлежали ещё три доходных дома на том же бульваре — № 16, 16а и 18а. Дом Плевако не сохранился, а доходные дома уцелели. В квартире № 23 дома № 16 жила падчерица Плевако Нина Васильевна с мужем Евгением Ивановичем Мартыновым, участником Русско-японской войны, генералом и видным военным историком. В квартире № 59 жила другая падчерица Тамара Васильевна, которая была замужем за известным книгоиздателем Владимиром Михайловичем Саблиным. В этом же доме жила семья брата супруги адвоката, Павла Ивановича Орехова. Его сын Александр Павлович Орехов стал в советское время академиком, автором крупных открытий в области химии алкалоидов.
На Новинском бульваре имели квартиры и дети Федора Никифоровича и Марии Андреевны: Сергей, Варвара и младший Пётр, пропавший без вести в Первую мировую войну.
Дом 18а, построенный по заказу Плевако архитектором Петром Микини, получил название «Дом Плевако», сохранил внешность и внутреннюю планировку до XXI века и в 2018 году получил охранный статус. В этом доме долгое время арендовал квартиру помощник адвоката, в будущем политик Василий Алексеевич Маклаков. В 1920-х годах здесь жил вместе с Зинаидой Райх Всеволод Мейерхольд, который порой устраивал театральные репетиции во дворе.
В 1894 году Плевако приобрёл небольшое двухэтажное поместье в с. Вишнёвое в Козловском уезде Тамбовской губернии. Своё имение Плевако посещал не единожды, каждый раз оставляя после себя не только хорошую славу, но и нововведения, улучшающие быт крестьян.

## Память

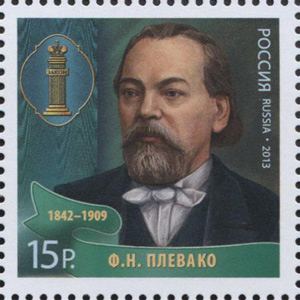
Почтовая марка России

- Памятник в городе Троицке Челябинской области, на родине Плевако (12 июня 2013 года)[20].
- В 1996 году Гильдией российских адвокатов учреждена Золотая медаль им. Ф. Н. Плевако (медаль занесена в Государственный геральдический реестр Российской Федерации), которой награждаются адвокаты за выдающиеся успехи в защите конституционных прав, свобод и законных интересов граждан, высокое профессиональное мастерство, крупный вклад в развитие адвокатуры, многолетний добросовестный труд по оказанию квалифицированной юридической помощи, развитию юридической науки, подготовке квалифицированных юридических кадров. Медалью награждаются также государственные, общественные и политические деятели, учёные-правоведы, журналисты, деятели культуры, учебные заведения и средства массовой информации за крупный вклад в развитие адвокатуры и правозащитную деятельность[21].
- В память о Ф. Н. Плевако Челябинская коллегия адвокатов в 1996 году учредила премию имени Ф. Н. Плевако.
- В 2003 году основана серебряная медаль имени Ф. Н. Плевако для награждения самых достойных членов адвокатского общества России, а также государственных, политических деятелей, ученых-правоведов, журналистов, деятелей культуры за большой вклад в развитие адвокатуры и правозащитной деятельности.
- В 2013 году в России была выпущена почтовая марка, посвящённая Плевако.
- В июне 2014 года в Элисте был открыт Дом адвокатов имени Плевако[22].
- Ф. Н. Плевако упоминается в книге «Остров Сахалин» А. П. Чехова.
- В Челябинске заложен камень в основание будущего памятника Ф. Плевако.

### В кинематографии
- 1916 — «А защищал её Плевако» — художественный фильм 1916 года.
- 2024 — «Плевако» — российский историко-детективный сериал по мотивам истории жизни Плевако.